# En enda gång
En enda gång är ett studioalbum från 1992 av Kikki Danielsson & Roosarna. Spåren "En enda gång", "Kvällens sista dans" och "Natt efter natt" testades på Svensktoppen, men bara "En enda gång" lyckades att ta sig in på listan, och låg där i en vecka på tionde plats den 29 mars 1992 .

## Låtlista

### Sida A
| Nr | Titel                                | Låtskrivare                                      | Längd |
| -- | ------------------------------------ | ------------------------------------------------ | ----- |
| 1. | "En enda gång"                       | Martin Klaman, Hans Skoog                        | ?     |
| 2. | "Take Good Care of My Baby"          | Carole King, Gerry Goffin                        | ?     |
| 3. | "Sjunger i regnet"                   | Martin Klaman, Lars Y. Johansson, Ingela Forsman | ?     |
| 4. | "Du finns i mina drömmar"            | Björn Axelsson, Martin Klaman                    | ?     |
| 5. | "Ring mig i morgon"                  | Anders Glenmark, Kikki Danielsson                | ?     |
| 6. | "Jag önskar dig allt gott på Jorden" | Martin Klaman, Hans Skoog                        | ?     |
| 7. | "My Love"                            | Tony Hatch                                       | ?     |

### Sida B
| Nr  | Titel                                                              | Låtskrivare                                                 | Längd |
| --- | ------------------------------------------------------------------ | ----------------------------------------------------------- | ----- |
| 8.  | "Natt efter natt"                                                  | Martin Klaman, Hans Skoog                                   | ?     |
| 9.  | "När du kommer"                                                    | Ted Gärdestad, Kenneth Gärdestad                            | ?     |
| 10. | "You Don't Have to Say You Love Me" ("Io che non vivo (senza te)") | Pino Donaggio, Vito Pallavicini, Vicki Wickham, Napier Bell | ?     |
| 11. | "Rockin' Robin"                                                    | Jimmy Thomas                                                | ?     |
| 12. | "Come on over"                                                     | Barry Gibb, Robin Gibb                                      | ?     |
| 13. | "Härom da'n"                                                       | Kim Larsen, Börje Carlsson                                  | ?     |
| 14. | "Kvällens sista dans"                                              | Martin Klaman, Hans Skoog                                   | ?     |
| 15. | "En enda gång (karaokeversion)"                                    | Martin Klaman, Hans Skoog                                   | ?     |